# 신칸센 E2계 전동차
신칸센 E2계 전동차(일본어: 新幹線E2系電車)는 동일본 여객철도(JR 동일본)의 신칸센(1000번대는 신칸센 직행 특급(미니 신칸센), 단, 모리오카 - 하치노헤 구간은 0번대가 우스이 고개의 급구배에 대응하기 때문에 0번대도 호환이 가능하다.) 차량으로 E4계 차량과 마찬가지로 400계, E3계 차량과 중련 운행이 가능하다.
1997년 3월 22일 도호쿠 신칸센에서 고마치와 연결하는 속달 야마비코 등급으로 영업운전을 개시했다. 같은 해 10월 1일, 나가노 신칸센 개업에 맞추어 아사마의 영업 운전을 개시했다.  현재 나스노, 야마비코 열차를 운행하고 있다.

## 개요
1997년 개통한 나가노 신칸센 아사마 및 아키타 신칸센 고마치를 병결하는 도호쿠 신칸센 야마비코 열차로 개발되었다. 2002년, 도호쿠 신칸센 하치노헤 연장에 대비, 하치노헤 급구배에 대응한 1000번대를 배차하였다. 특히 1000번대의 경우에는 신경을 많이 썼는데, 조에쓰 신칸센, 호쿠리쿠 신칸센, 도호쿠 신칸센의 기존 구간보다 지형이 험하고 기후가 안 좋은 도호쿠 지방 북부에 대비, 와이퍼를 2개로 늘렸고 미니 신칸센 기준에 맞게 설계되었다. 그리고 기존 200계, E1계, E4계에서 사용하던 일반석 3+2 좌석을 채택함으로, 더욱 많은 사람들이 탈 수 있게 하였으나 복도가 조금 좁아졌다.
1995년 제조 초기부터 동일본여객철도의 신칸센 표준형 차량으로서 자리매김하고 있어 200계의 치환도 염두에 두어 생산되고 있다. 1998년 12월부터 조에쓰 신칸센에서 정기 운용도 있었지만, 2004년 3월 13일의 시간표 개정으로 운행이 중단되었다가 2013년부터 다시 운행하고 있다.
2013년을 기준으로 차량 노후화로 인해 순차별로 퇴역하고 있으며 이 중 N편성의 경우 E7계로 교체하면서 2017년에 전량 퇴역 후 폐차되었다. 2024년 3월 16일 다이야 개정으로 E3계와 중련 운행이 중단되었다.

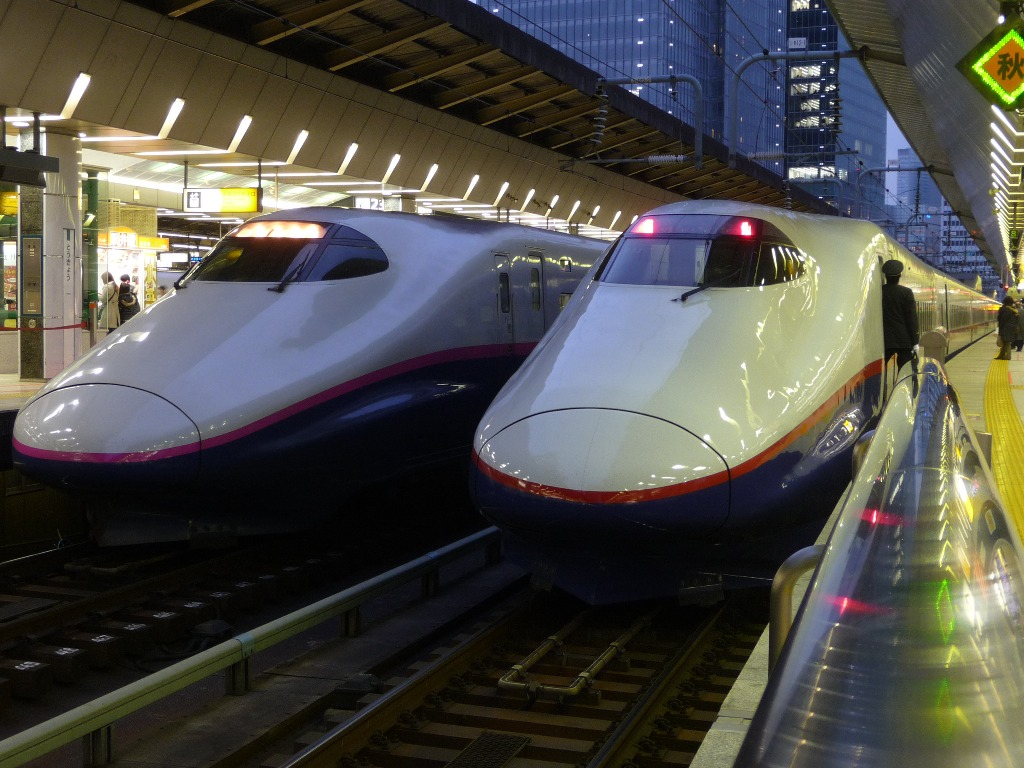
E2계 선두부
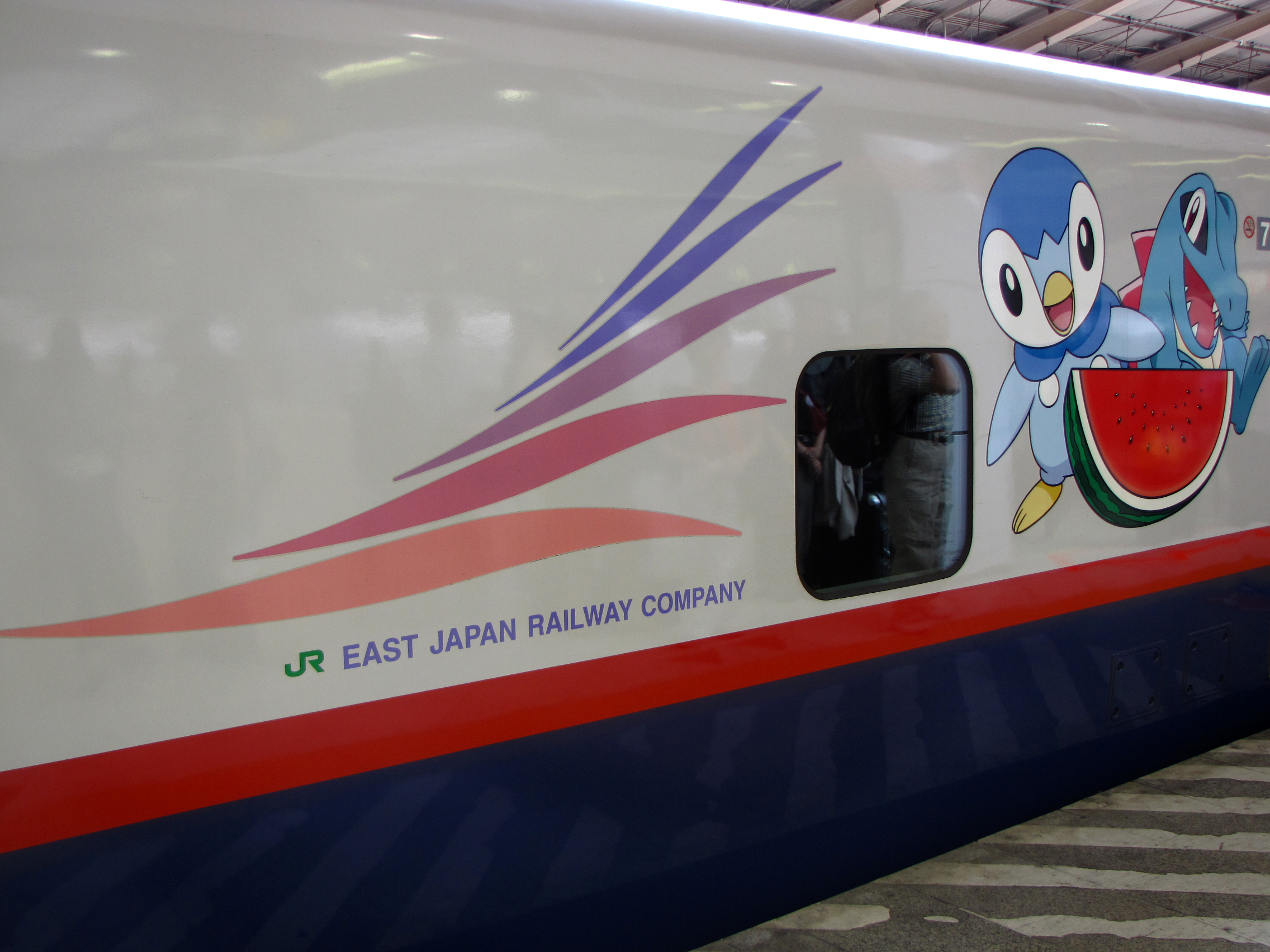
N편성 로고
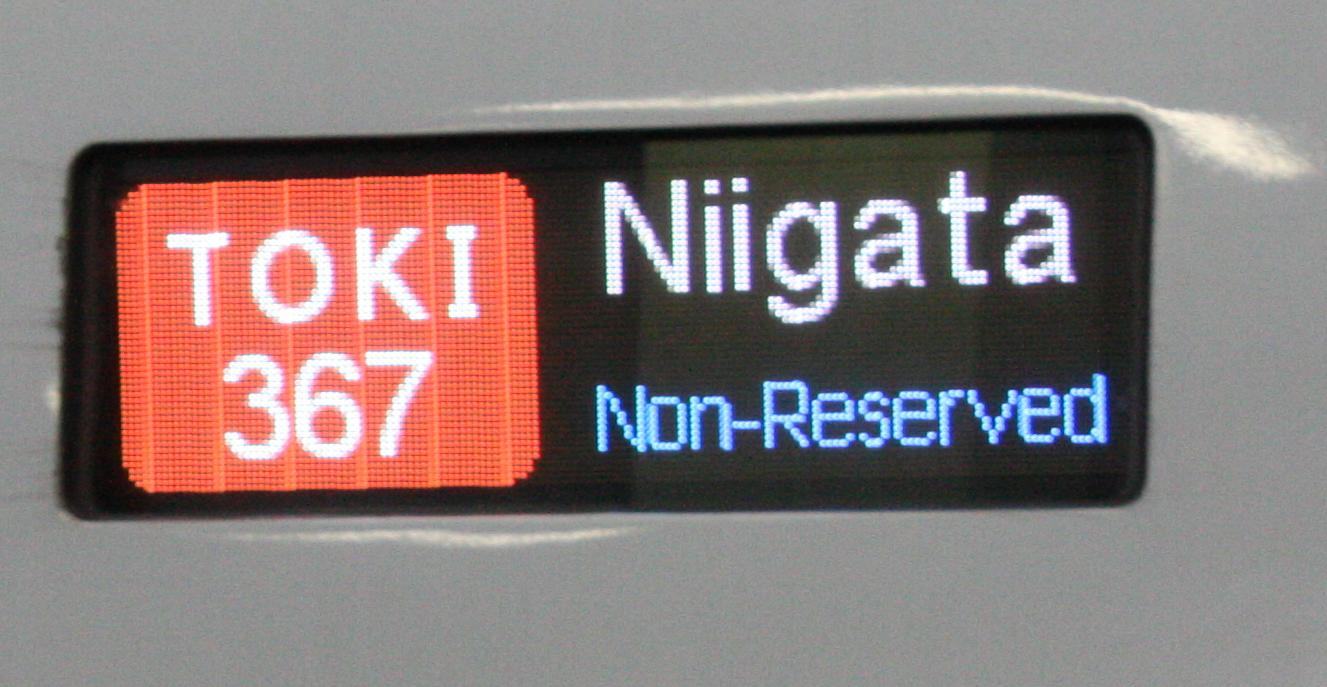
E2계 1000번대 행선지

## 세부 모델

### 신칸센 E2계 0번대 전동차
신칸센 E2계 0번대 전동차(일본어: 新幹線E2系電車0番台)는 1997년 10월 나가노 신칸센의 개통으로 아사마 등급으로 운행하기 위해 도입한 열차로 1997년 3월부터 9월까지 2편성이 도입되었다. 최고 영업 속도는 260km/h로
J1편성의 경우 2002년에 나가노 신칸센 차량 센터로 이관되면서 N21편성으로 변경되었다. 2013년에 차량
노후화로 인해 리뉴얼 작업을 실시했다. 2015년 12월에 호쿠리쿠 신칸센  정규 노선 운행을 종료했다. 2016년에 다이야 개정과 함께 차내 판매를 종료하였다. 2017년 다이야 개정으로 감사해요, E2계 아사마(일본어: ありがとうE2系あさま) 운행을 끝으로 임시 운행 종료와 동시 전량 퇴역 후 폐차되었다.

### 신칸센 E2계 0번대 전동차 J 편성
신칸센 E2계 0번대 전동차 J 편성(일본어: 新幹線E2系電車0番台J編成)은 1997년 3월 아키타 신칸센 개통과 동시에 도입된 차량으로 E3계 0번대와 중련 운행을 시작했다. 야마비코, 고마치 중련 운행을 했으며 1998년 10월부터 11월까지 추가로 인도되었다. 같은 해 12월부터 조에쓰 신칸센 노선에 운행을 시작했다. 2002년 9월에 도호쿠 신칸센 모리오카 ~ 하치노헤 구간 개통 및 하야테 등급 열차 운행을 위해 10량 편성으로 증결했다. 2013년부터 2편성 폐차를 시작으로 2019년까지 전량 퇴역 후 폐차되었다.

### 신칸센 E2계 1000번대 전동차
신칸센 E2계 1000번대 전동차(일본어: 新幹線E2系電車1000番台)는 2001년부터 2005년까지 도입된 열차로 기존에 운행하고 있던 200계 차량 교체와 운행 증편을 위해 도입했다. 2000년 11월에 8량 편성이 제작되면서 신칸센 종합 차량 센터로 인도 했으며 2001년 11월부터 운행에 들어갔다. 기존 E2계 모델과 달리 E4계와 마찬가지로 창문이 넓어졌다. 2002년 12월 1일에 도호쿠 신칸센 모리오카 ~ 하치노헤 구간 개통 및 하야테 등급 열차 운행을 위해 10량 편성으로 증결과 동시에 운행에 들어갔다. 2010년에 6편성이 추가로 도입했다.

## 운행 노선

### 과거 운행 노선
- 도호쿠 신칸센
  - 나스노
  - 야마비코
  - 하야테

- 조에쓰 신칸센
  - 도키[7]
  - 다니가와[7]
  - 아사히

- 호쿠리쿠 신칸센
  - 아사마[8]

## 객차 구성
- 전 편성 4호차와 6호차에 팬터그래프가 존재한다.[1]

### N 편성
| 호차 | 1    | 2        | 3    | 4        | 5        | 6        | 7    | 8    |
| ---- | ---- | -------- | ---- | -------- | -------- | -------- | ---- | ---- |
| 명칭 | T1c  | M2       | M1   | M2       | M1k      | M2       | M1s  | T2c  |
| 번호 | E223 | E226-100 | E225 | E226-200 | E225-400 | E226-300 | E215 | E224 |
| 좌석 | 55   | 100      | 85   | 100      | 75       | 100      | 51   | 64   |

### J 편성
| 호차 | 1    | 2        | 3    | 4        | 5        | 6        | 7        | 8        | 9    | 10       |
| ---- | ---- | -------- | ---- | -------- | -------- | -------- | -------- | -------- | ---- | -------- |
| 명칭 | T1c  | M2       | M1   | M2       | M1k      | M2       | M1       | M2       | M1s  | T2c      |
| 번호 | E223 | E226-100 | E225 | E226-200 | E225-400 | E226-300 | E225-100 | E226-400 | E215 | E224-100 |
| 좌석 | 55   | 100      | 85   | 100      | 75       | 100      | 85       | 100      | 51   | 64       |

### J 편성 (1000번대)
| 호차 | 1         | 2         | 3         | 4         | 5         | 6         | 7         | 8         | 9         | 10        |
| ---- | --------- | --------- | --------- | --------- | --------- | --------- | --------- | --------- | --------- | --------- |
| 명칭 | T1c       | M2        | M1        | M2        | M1k       | M2        | M1        | M2        | M1s       | T2c       |
| 번호 | E223-1000 | E226-1100 | E225-1000 | E226-1200 | E225-1400 | E226-1300 | E225-1100 | E226-1400 | E215-1000 | E224-1100 |
| 좌석 | 54        | 100       | 85        | 100       | 75        | 100       | 85        | 100       | 51        | 64        |

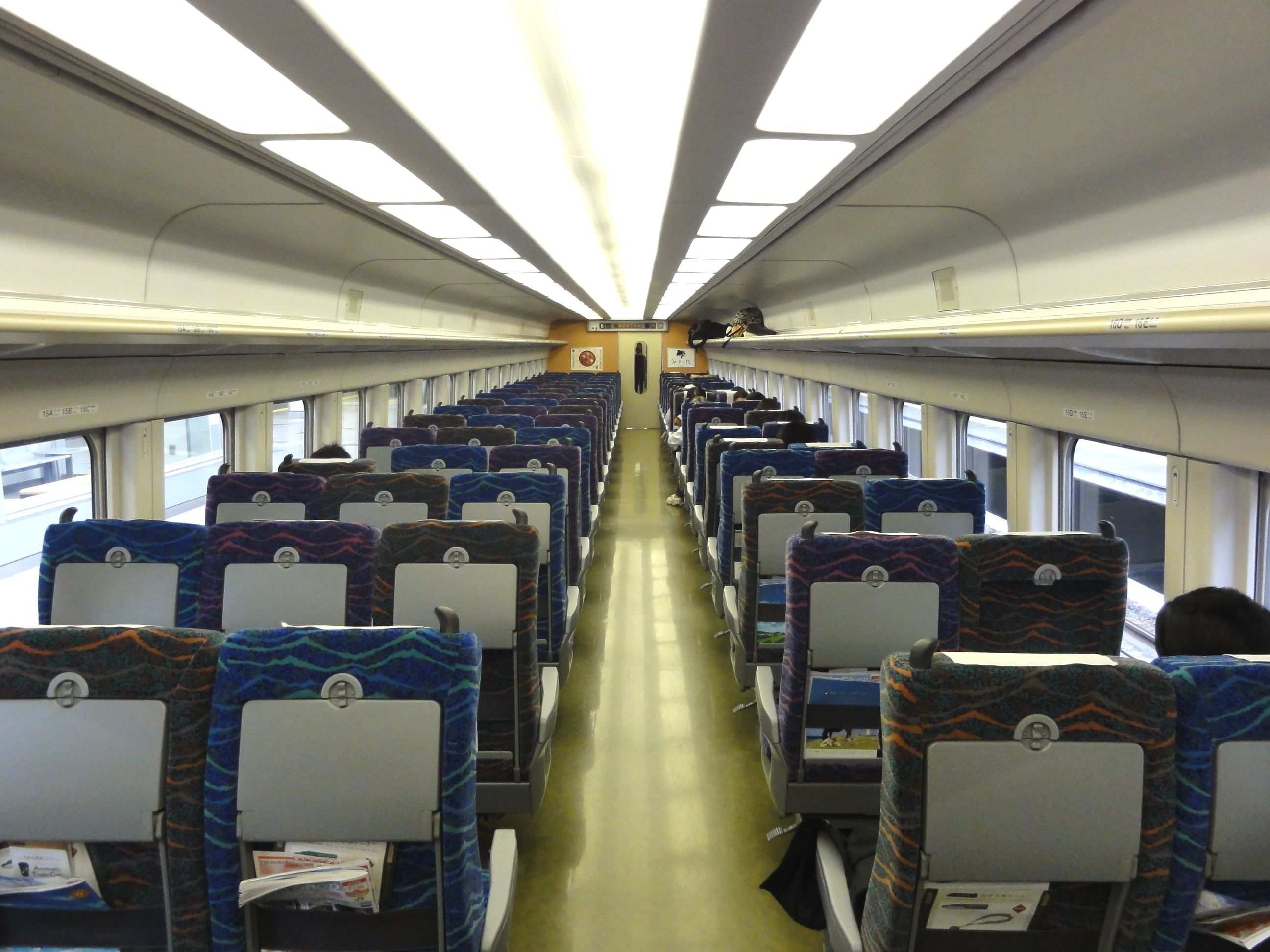
E2계 지정석
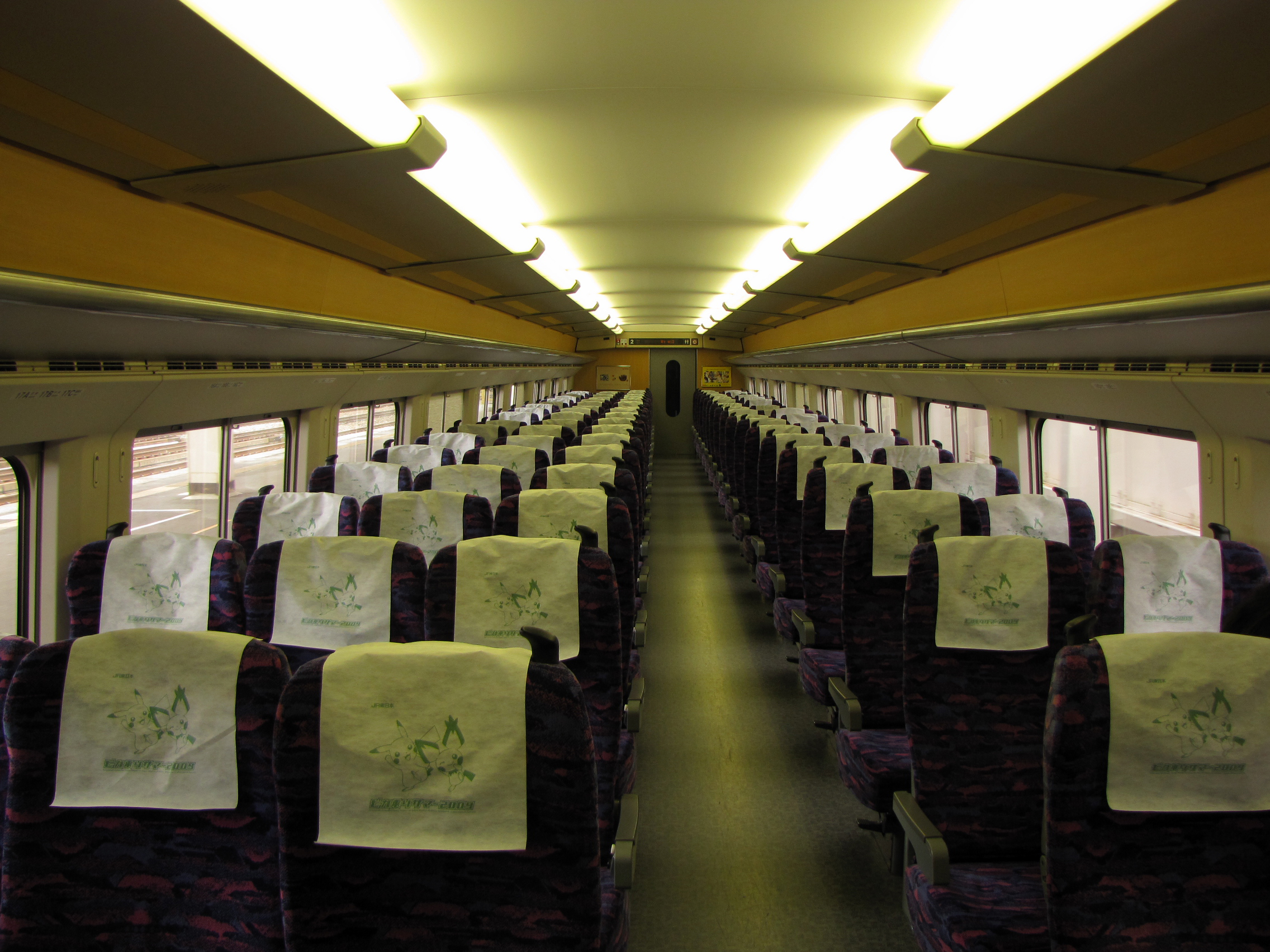
E2계 1000번대 지정석
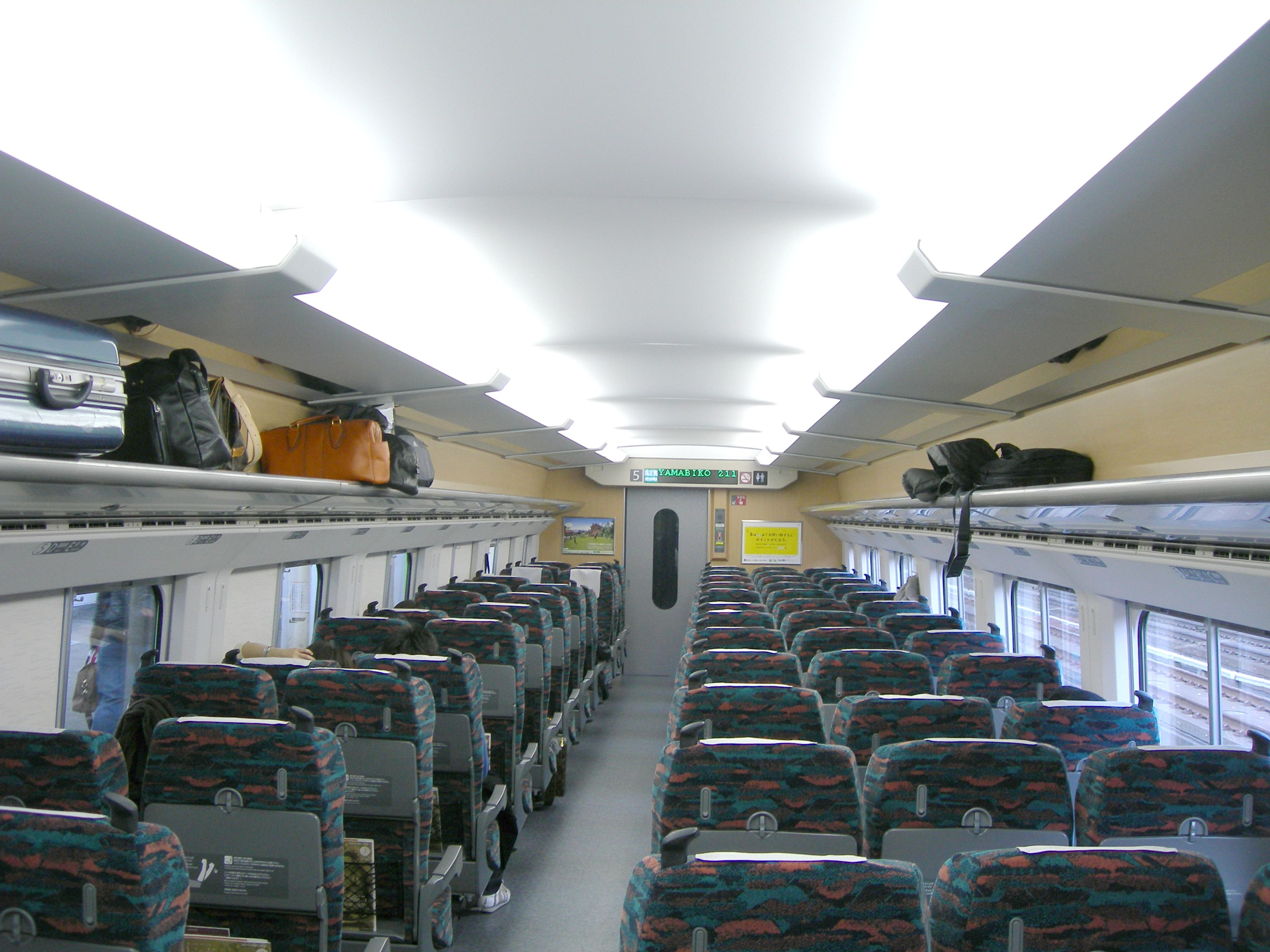
E2계 1000번대 지정석
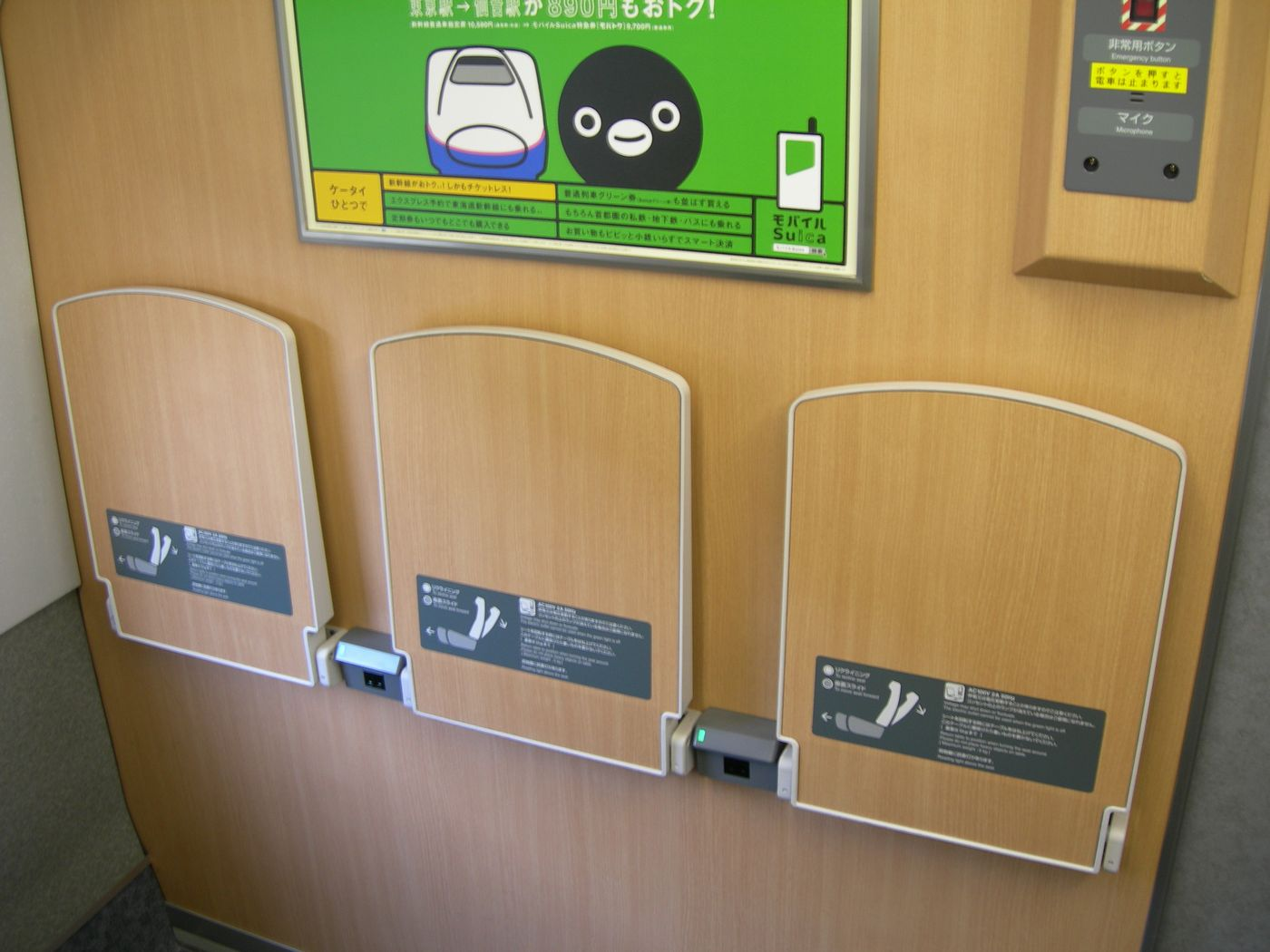
E2계 콘센트
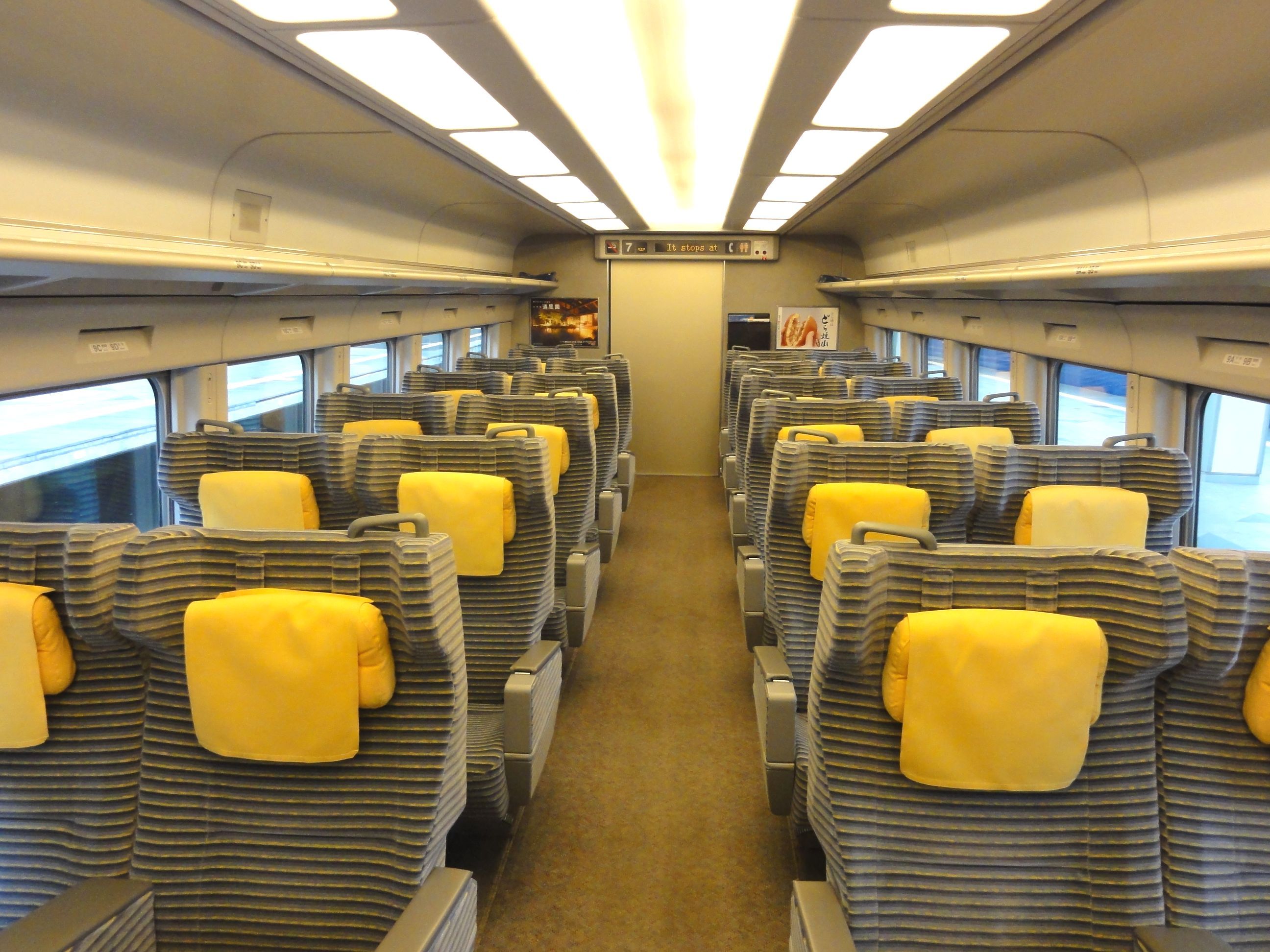
E2계 그린차

## 현황
- 1995년부터 2010년까지 총 53편성이 도입되었다. 가시성을 높이기 위해 현재 운행 중인 차량은 굵은 글씨로 표시했다.[9] 현재 N편성과 J편성 0번대의 경우 전 차량이 폐차되었다.

### N 편성
| 차호  | 도입 시기 | 운행 중단 시기 | 비고                            |
| ----- | --------- | -------------- | ------------------------------- |
| N1호  | 1995년    | 2014년         | 도입 초기 S6호로 도입했다.      |
| N2호  | 1997년    | 2014년         |                                 |
| N3호  | 1997년    | 2014년         |                                 |
| N4호  | 1997년    | 2014년         |                                 |
| N5호  | 1997년    | 2017년         |                                 |
| N6호  | 1997년    | 2014년         |                                 |
| N7호  | 1997년    | 2016년         |                                 |
| N8호  | 1997년    | 2014년         |                                 |
| N9호  | 1997년    | 2014년         |                                 |
| N10호 | 1997년    | 2016년         |                                 |
| N11호 | 1997년    | 2014년         |                                 |
| N12호 | 1997년    | 2014년         |                                 |
| N13호 | 1997년    | 2017년         |                                 |
| N21호 | 1995년    | 2015년         | 2002년에 J1편성에서 변경되었다. |

### J 편성
| 차호  | 도입 시기 | 운행 중단 시기 | 비고 |
| ----- | --------- | -------------- | --- |
| J1호  | 1995년    | 2002년         | 도입 초기 S7호로 도입되었고 2002년에 N21편성으로 변경되었다.                                                                       |
| J2호  | 1996년    | 2013년         | |
| J3호  | 1997년    | 2013년         | |
| J4호  | 1997년    | 2016년         | |
| J5호  | 1997년    | 2014년         | |
| J6호  | 1997년    | 2014년         | |
| J7호  | 1998년    | 2017년         | |
| J8호  | 1998년    | 2018년         | |
| J9호  | 1998년    | 2016년         | |
| J10호 | 1998년    | 2017년         | |
| J11호 | 1999년    | 2019년         | |
| J12호 | 1999년    | 2019년         | |
| J13호 | 1999년    | 2018년         | |
| J14호 | 1999년    | 2018년         | |
| J15호 | 1999년    | 2019년         | |
| J51호 | 2001년    | 2019년         | 10량 상태로 도입되었다. |
| J52호 | 2002년    | 2022년         | 10량 상태로 도입되었다. |
| J53호 | 2002년    | 2022년         | 10량 상태로 도입되었다. |
| J54호 | 2003년    | 2023년         | 10량 상태로 도입되었다. |
| J55호 | 2002년    | 2022년         | 10량 상태로 도입되었다. |
| J56호 | 2002년    | 2022년         | 10량 상태로 도입되었다. 또한 2003년 4월, 조에쓰 신칸센 구간 중 우라사 ~ 니가타 구간에 최고 영업 속도 362km/h를 기록했다.           |
| J57호 | 2003년    | 2023년         | 10량 상태로 도입되었다. J66호의 경우 신칸센 200계 전동차 도색으로 운행했다.                                                        |
| J58호 | 2003년    | 2023년         | 10량 상태로 도입되었다. J66호의 경우 신칸센 200계 전동차 도색으로 운행했다.                                                        |
| J59호 | 2003년    | 2023년         | 10량 상태로 도입되었다. J66호의 경우 신칸센 200계 전동차 도색으로 운행했다.                                                        |
| J60호 | 2003년    | 2024년         | 10량 상태로 도입되었다. J66호의 경우 신칸센 200계 전동차 도색으로 운행했다.                                                        |
| J61호 | 2004년    | 2024년         | 10량 상태로 도입되었다. J66호의 경우 신칸센 200계 전동차 도색으로 운행했다.                                                        |
| J62호 | 2004년    | 2024년         | 10량 상태로 도입되었다. J66호의 경우 신칸센 200계 전동차 도색으로 운행했다.                                                        |
| J63호 | 2003년    | 2024년         | 10량 상태로 도입되었다. J66호의 경우 신칸센 200계 전동차 도색으로 운행했다.                                                        |
| J64호 | 2003년    | 2024년         | 10량 상태로 도입되었다. J66호의 경우 신칸센 200계 전동차 도색으로 운행했다.                                                        |
| J65호 | 2004년    | 2024년         | 10량 상태로 도입되었다. J66호의 경우 신칸센 200계 전동차 도색으로 운행했다.                                                        |
| J66호 | 2005년    | 2024년         | 10량 상태로 도입되었다. J66호의 경우 신칸센 200계 전동차 도색으로 운행했다.                                                        |
| J67호 | 2005년    | 2024년         | 10량 상태로 도입되었다. J66호의 경우 신칸센 200계 전동차 도색으로 운행했다.                                                        |
| J68호 | 2005년    | 2024년         | 10량 상태로 도입되었다. J66호의 경우 신칸센 200계 전동차 도색으로 운행했다.                                                        |
| J69호 | 2005년    | 2024년         | 2004년 니가타현 조에쓰 지진으로 인하여 탈선 사고로 폐차된 K25편성의 대차분으로 도입했다. 그리고 디즈니 리조트 랩핑열차로 운행했다. |
| J70호 | 2010년    | 운행 중        | 2017년부터 2023년까지 니가타 신칸센 차량 센터로 이관되면서 조에쓰 신칸센 노선만 운용한 적이 있다.                                  |
| J71호 | 2010년    | 운행 중        | 2017년부터 2023년까지 니가타 신칸센 차량 센터로 이관되면서 조에쓰 신칸센 노선만 운용한 적이 있다.                                  |
| J72호 | 2010년    | 운행 중        | 2017년부터 2023년까지 니가타 신칸센 차량 센터로 이관되면서 조에쓰 신칸센 노선만 운용한 적이 있다.                                  |
| J73호 | 2010년    | 운행 중        | 2017년부터 2023년까지 니가타 신칸센 차량 센터로 이관되면서 조에쓰 신칸센 노선만 운용한 적이 있다.                                  |
| J74호 | 2010년    | 운행 중        | 2017년부터 2023년까지 니가타 신칸센 차량 센터로 이관되면서 조에쓰 신칸센 노선만 운용한 적이 있다.                                  |
| J75호 | 2010년    | 운행 중        | 2017년부터 2023년까지 니가타 신칸센 차량 센터로 이관되면서 조에쓰 신칸센 노선만 운용한 적이 있다.                                  |

## 최고 속도 기록 경신
2003년 4월, 동일본여객철도는 심야 시간에 E2계 J56편성을 사용해 시범 운행을 하면서, 조에쓰 신칸센 구간 중 우라사 ~ 니가타 구간에 최고 영업 속도 362km/h를 기록했다.

## 보존 및 전시 차량
- E223-23(J10편성 10호차)[12]
폐차 후 일단 JR 동일본 신칸센 종합 차량 센터에 보존 했다가 도치기현 우츠노미야에 위치한 산와테키 중공업으로 옮겨져 보존하고 있다.[13]

## 같이 보기
- 신칸센 200계 전동차
- 신칸센 E1계 전동차
- 신칸센 E3계 전동차
- 신칸센 E4계 전동차
- 신칸센 E5계 전동차
- 신칸센 E7계·W7계 전동차
- 중국고속철도 CRH2

## 사진

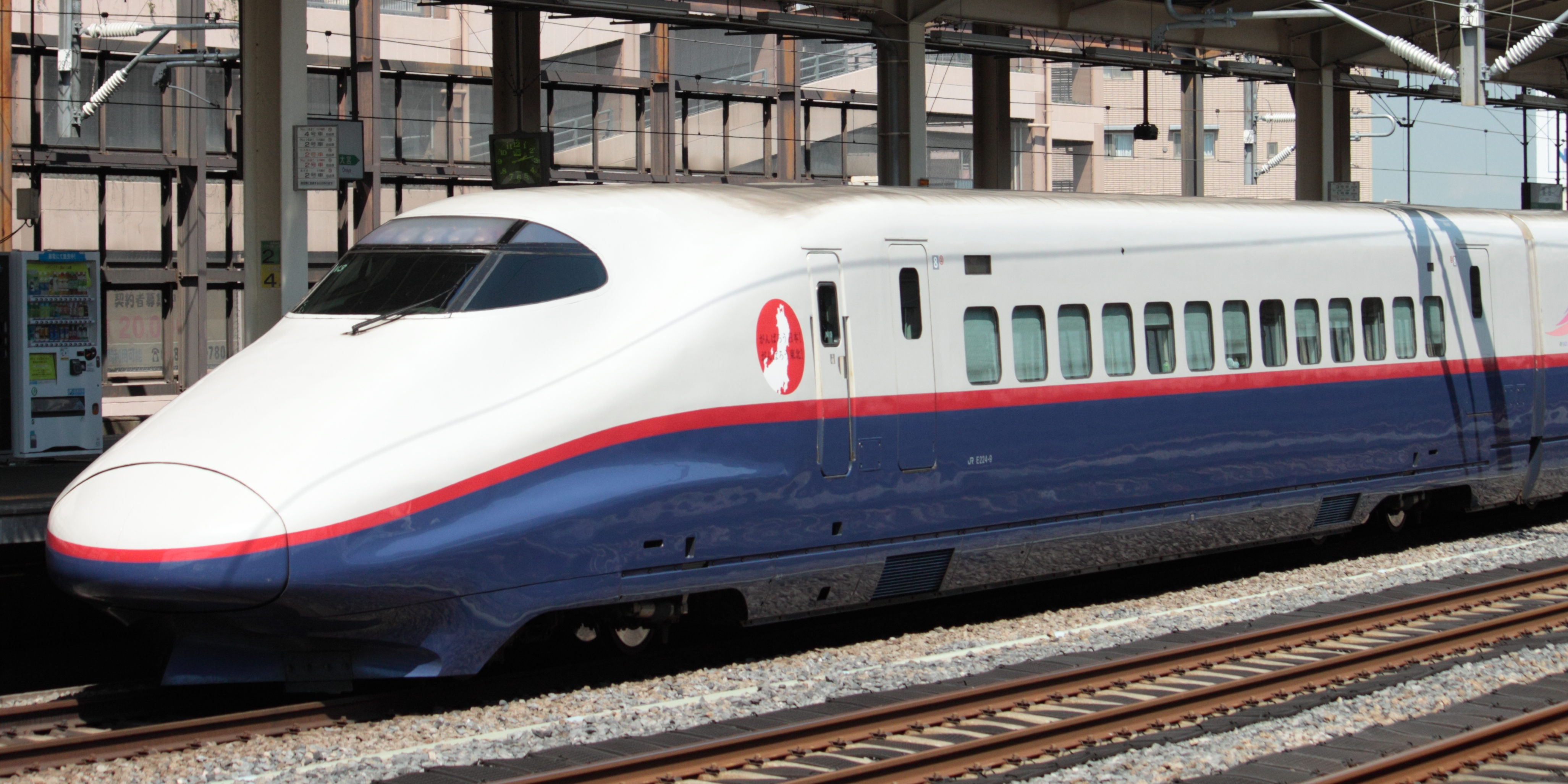
E224-9 (8호차)
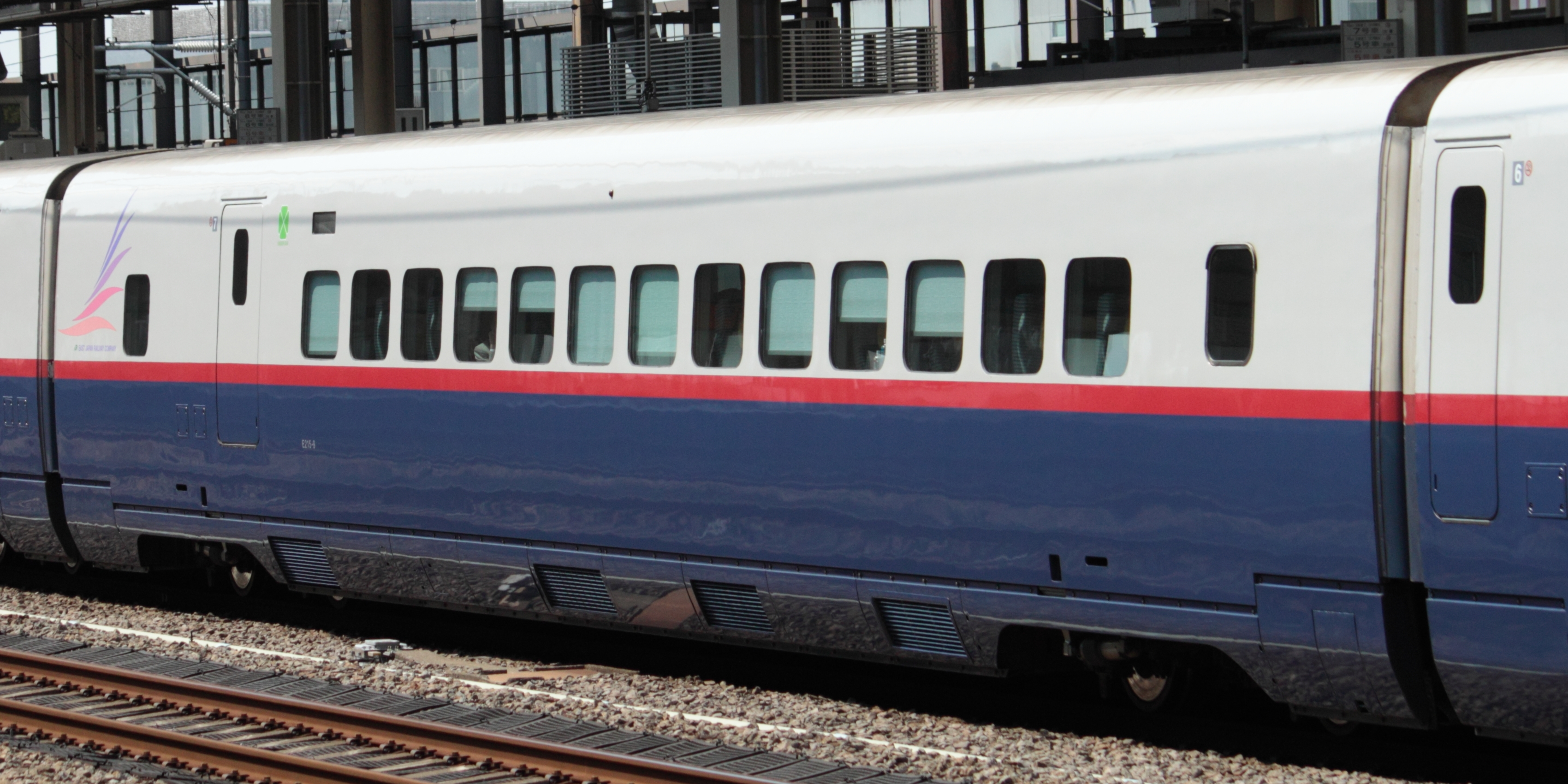
E215-9 (7호차)
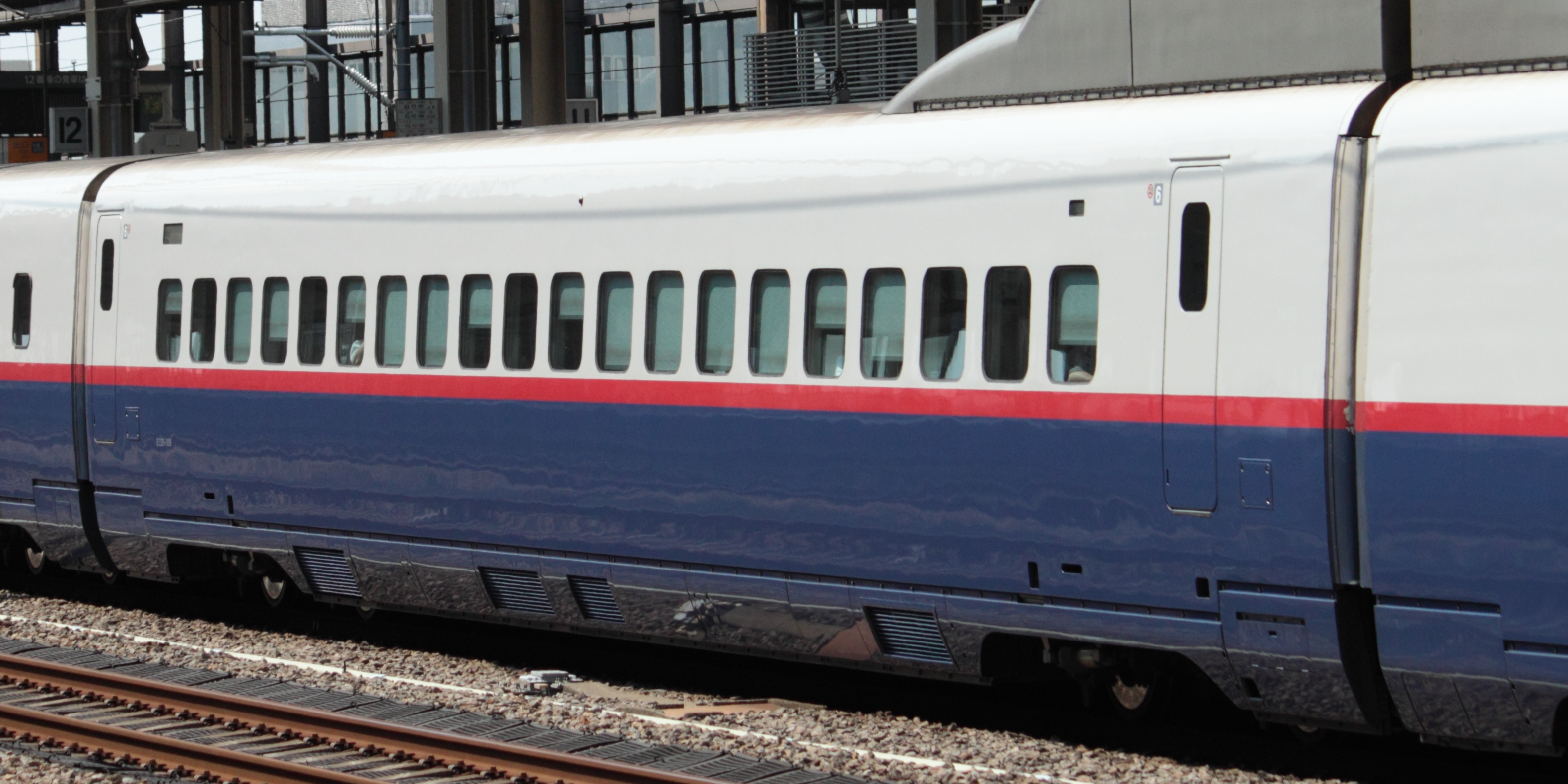
E226-309 (6호차)
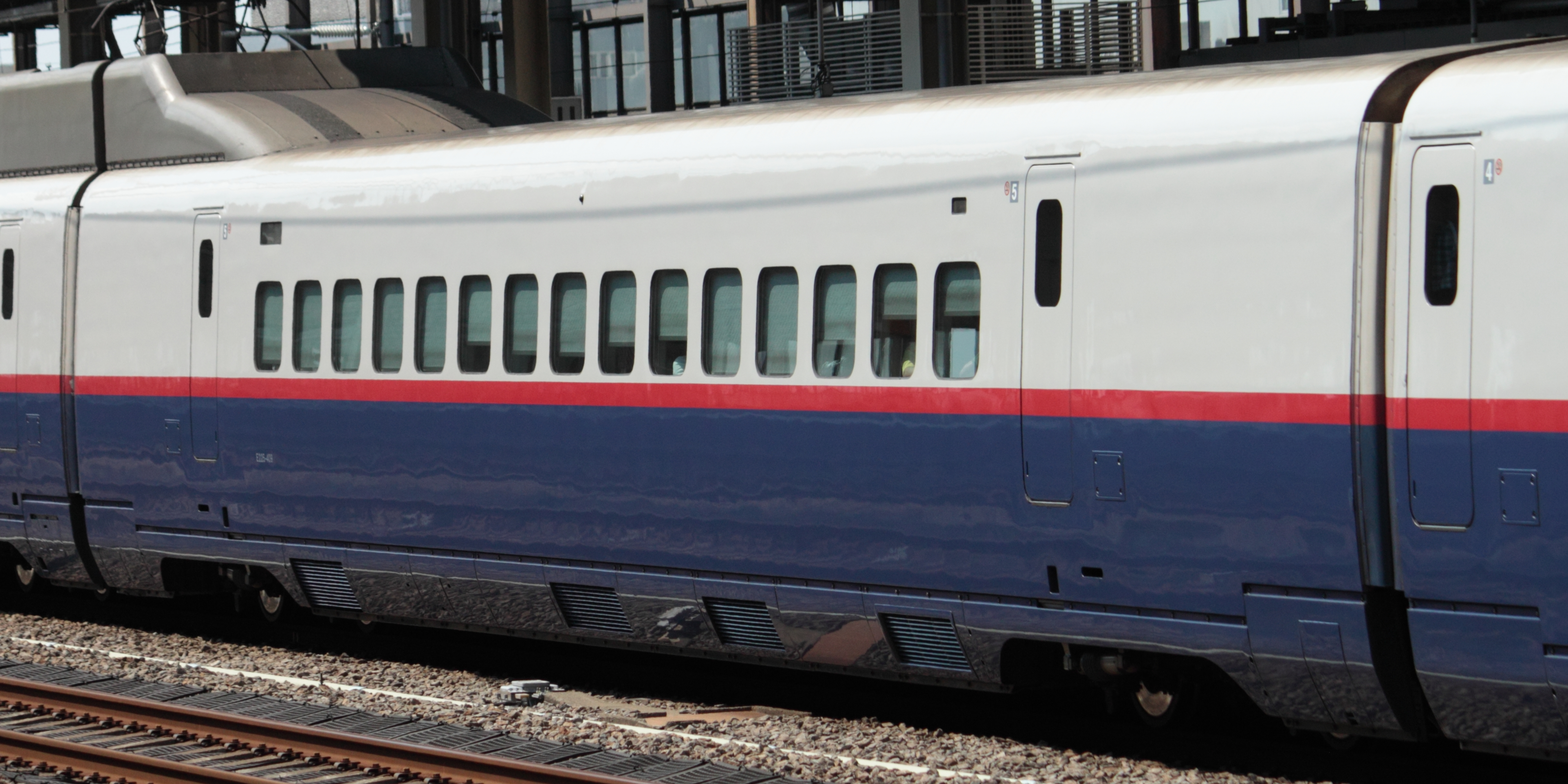
E225-409 (5호차)
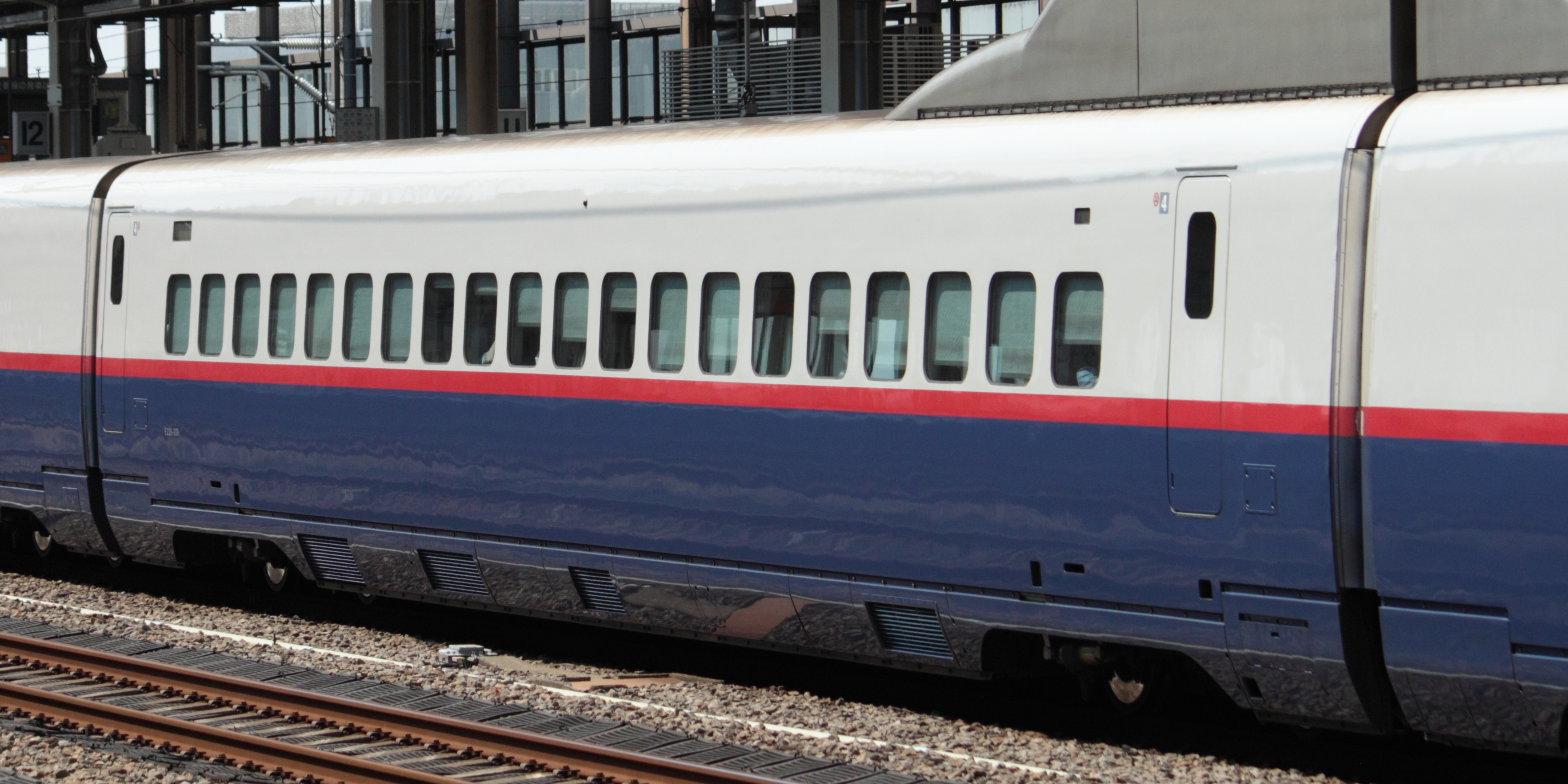
E226-209 (4호차)
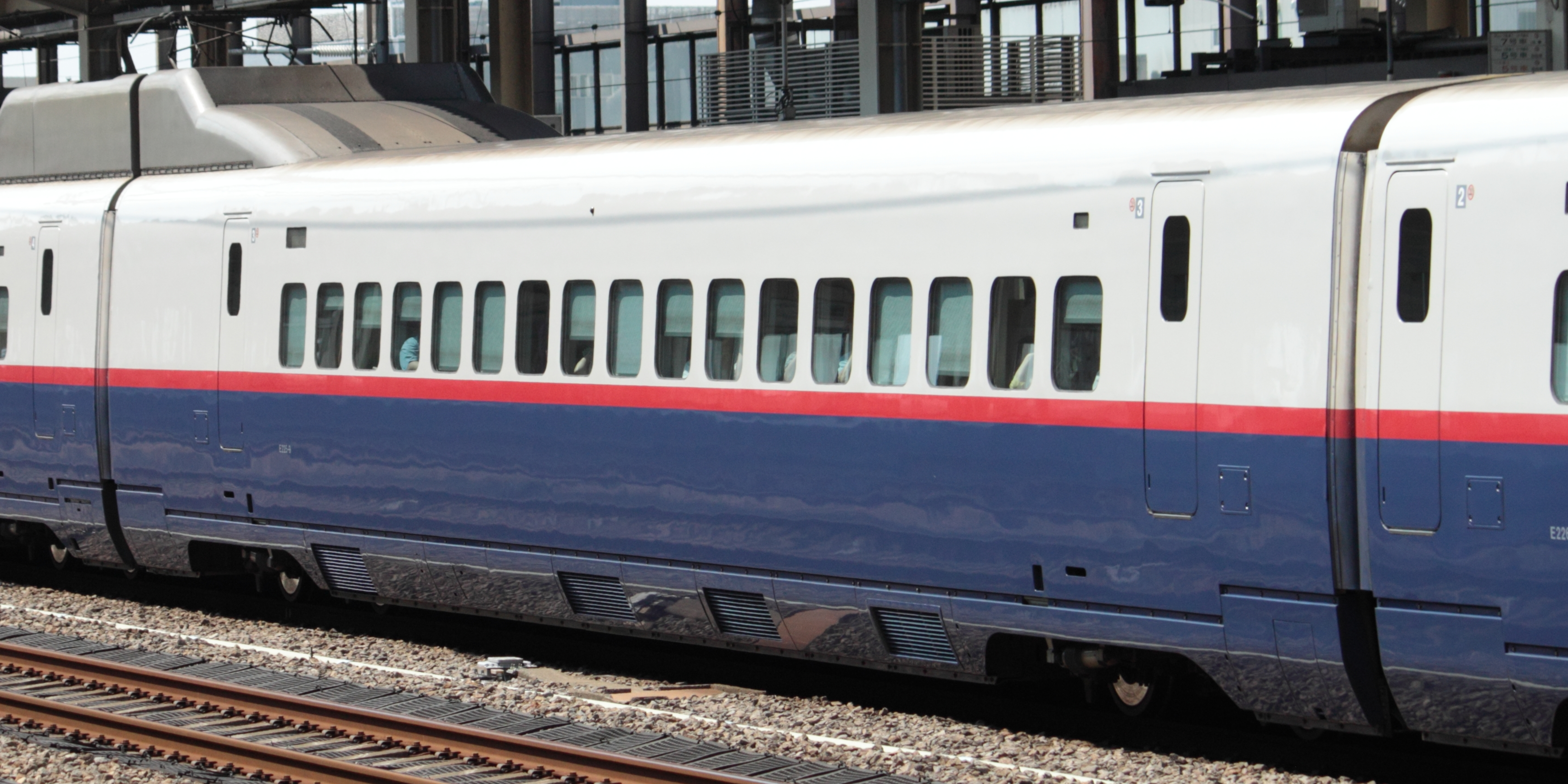
E225-9 (3호차)
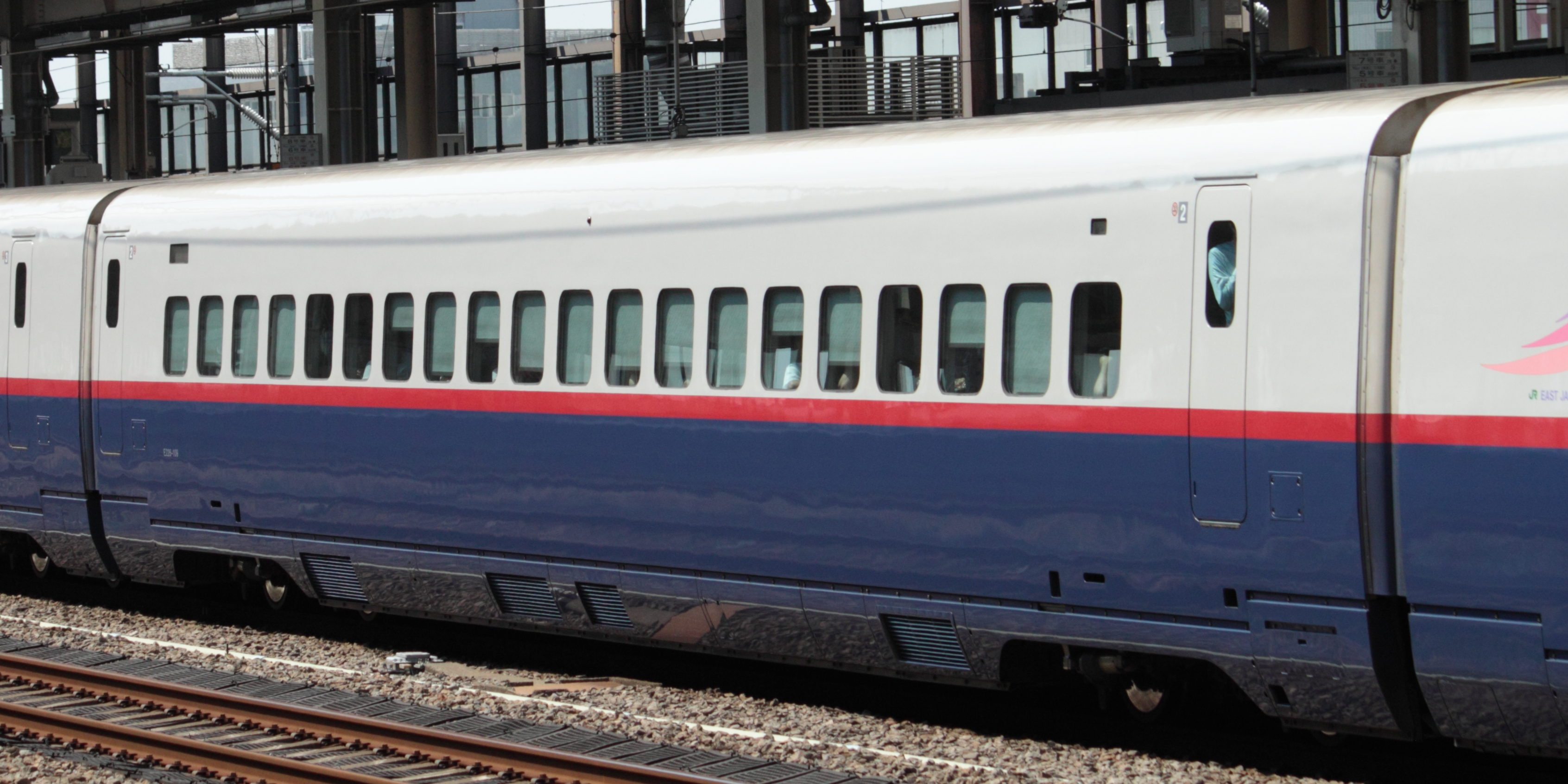
E226-109 (2호차)
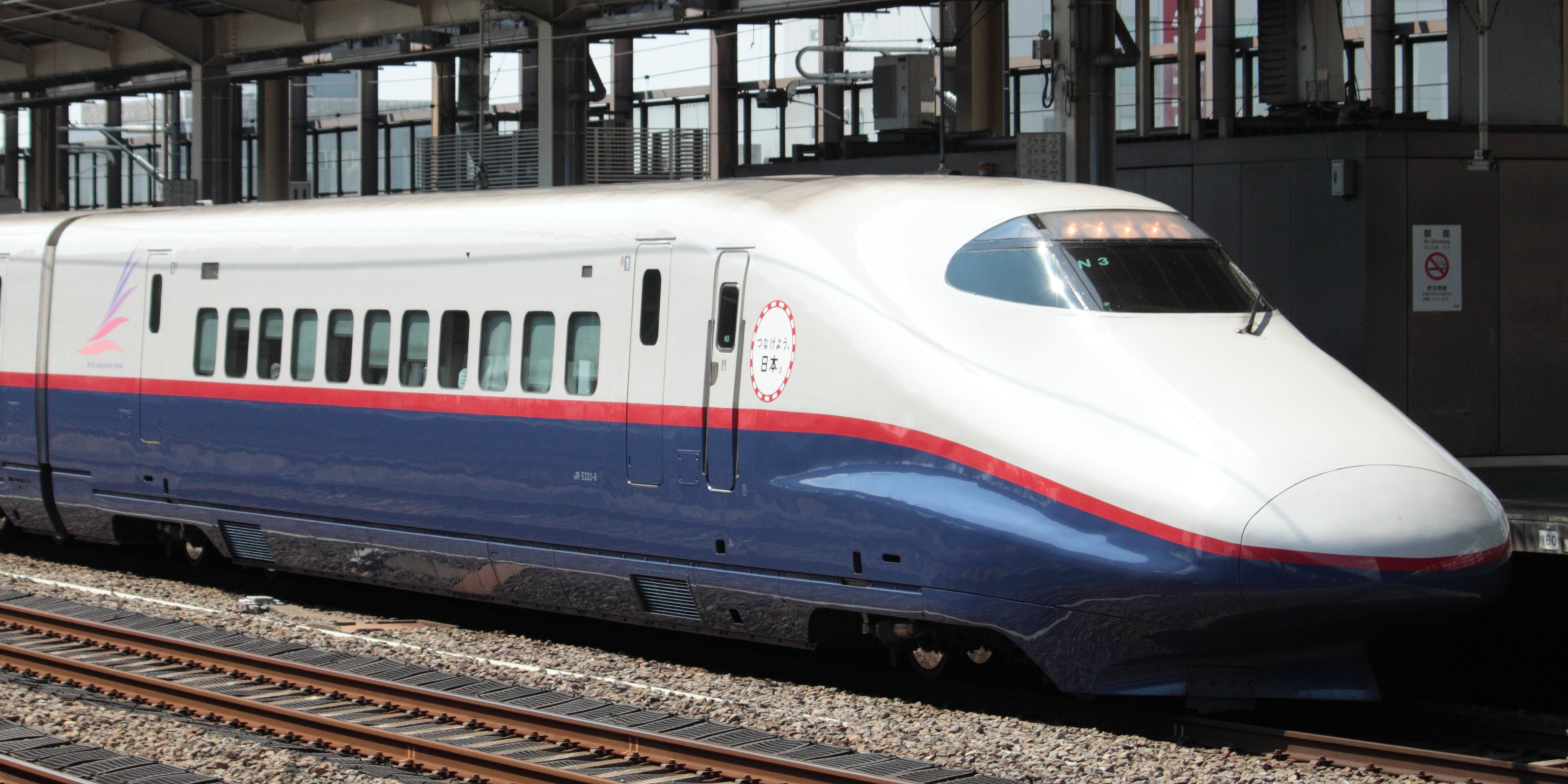
E223-9 (1호차)